# Bầu cử tổng thống Abkhazia 2020
Cuộc bầu cử tổng thống được tổ chức tại Cộng hòa Abkhazia vào ngày 22 tháng 3 năm 2020 sau quyết định của Tòa án Tối cao hủy bỏ kết quả bầu cử năm 2019 vào ngày 10 tháng 1 và việc người dân biểu tình phản đối nhiệm kỳ tổng thống của Raul Khajimba dẫn đến từ chức.

## Kết quả
| Ứng cử viên                  | Bạn đồng hành                | Phiếu bầu | %      |
| ---------------------------- | ---------------------------- | --------- | ------ |
| Aslan Bzhania                | Badr Gunba                   | 53.741    | 58.92  |
| Adgur Ardzinba               | Arda Enverovich Ashub        | 33.686    | 36.93  |
| Leonid Dzapshba              | Viktor Shamilovich Khashba   | 2.114     | 2.32   |
| Không hợp lệ                 | Không hợp lệ                 | 1.666     | 1.83   |
| Tổng cộng                    | Tổng cộng                    | 91.207    | 100.00 |
|                              |                              |           |        |
| Phiếu bầu hợp lệ             | Phiếu bầu hợp lệ             | 91.207    | 95.90  |
| Phiếu bầu không hợp lệ/trống | Phiếu bầu không hợp lệ/trống | 3.902     | 4.10   |
| Tổng cộng phiếu bầu          | Tổng cộng phiếu bầu          | 95.109    | 100.00 |
| Cử tri phiếu bầu đã đăng ký  | Cử tri phiếu bầu đã đăng ký  | 132.916   | 71.56  |
| Nguồn: Abkhaz World          |                              |           |        |